# 多蒙·卡修
多蒙·卡修是日本電視動畫《機動武鬥傳G鋼彈》的男主角。他是代表新日本的GUNDAM鬥士，特徵是紅色頭巾和右臉頰的十字傷疤。活躍于《超級機器人大戰系列》和《SD鋼彈G世代》等遊戲中，是可以信賴的超強力角色。

## 角色設定
新日本殖民地出身的機動戰士，洗牌同盟現任的領袖「紅心王」。
右手有著紅心王紋章，紅心王代表着查理曼大帝，是殖民地格鬥技霸主的最強之證。
- 生日：7月24日
- 身高：180cm
- 體重：78kg
- 血型：O型
- 星座：狮子座
- 配音聲優：關智一（日語）、夏治世（國語）、馮錦堂（粵語）
- 駕駛機體：閃光鋼彈（GF13-017NJ）、神鋼彈（GF13-017NJII）
- 常用招數：閃光掌（Shining Finger）、爆熱神威掌（God Finger）、超級霸王電影彈、石破天驚拳、明鏡止水
- 武術流派：東方不敗

作品初期是個不擅長表達情感的笨拙男人，經過與許多人的邂逅和生死決鬥後而成長。

## 角色背景
反抗優秀的父親與哥哥，離家出走，在外流浪之時，被東方不敗所救。多蒙便就此成為他的弟子，習得流派東方不敗。成為武鬥家的多蒙不斷修行而成長，東方不敗將紅心王紋章傳授給他之後，從此消失了蹤影。接著，多蒙終於回到了10年不見的故鄉新日本，從新日本的軍人宇留部·石川那裡聽到了衝擊性的消息。

父親雷藏·卡修為了地球環境的再生而製作了終極鋼彈（アルティメットガンダム），亦即惡魔鋼彈。但是，哥哥京治·卡修卻計畫將完成的鋼彈當作兵器，征服殖民地聯合與地球。宇留部少校率領新日本軍前往阻止，但是京治以剛完成的惡魔鋼彈強行突破，逃出新日本殖民地並降落到地球。母親美紀乃·卡修捲入戰鬥之中而被京治所殺。父親雷藏也被視作共犯，在共同研究開發的友人深村博士的說情之下，免了死刑，因叛國罪嫌處以永久冷凍刑。另一方面，降落到地球的惡魔鋼彈雖受到嚴重損傷，但預期它會再次復原。可是，地球的統治權屬於新香港，新日本不好出手。因此要利用4年一次能夠在地球上自由移動的鋼彈武鬥期間，計畫將惡魔鋼彈從京治手中奪回。

宇留部少校提議，只要多蒙獲得鋼彈武鬥的優勝並且奪回惡魔鋼彈，作為交換，就可以拯救永久冷凍刑之中的父親。毫無拒絕餘地的多蒙，成為代表新日本的鋼彈鬥士，一半是被逼，一半是為了尋找成了仇人的哥哥，參加了鋼彈武鬥。但是，就在多蒙於鋼彈武鬥中不斷獲勝之時，圍繞著惡魔鋼彈的一連串事件的真相漸漸明朗。多蒙的命運正迎向巨大的轉變……

## 戰鬥地點
浪跡世界～新宿篇
多門的目的是打倒駕駛魔鬼高達的哥哥恭志。為此，多門邊與世界各國的GUNDAM鬥士、新撲克同盟（奇波迪、賽采之、喬治、阿爾戈）等人戰鬥，邊追著恭志。抵達新宿市之時，多蒙遭遇到了衝擊性的事件。師父東方不敗成了魔鬼GUNDAM的爪牙，告別前代撲克同盟，再會新生撲克同盟，以及謎般的新德國GUNDAM鬥士舒瓦茲·布魯德。多門捨不去對哥哥的懷念，沒能給予復活的惡魔鋼彈最後一擊，讓它給逃了。
圭亞那高地篇
在那之後，多門與舒瓦茲對戰而發現到自己的不成熟，回到曾與師父東方不敗一起生活過的修行地點圭亞那高地，專心於修行。但是，惡魔鋼彈再次現身。閃光GUNDAM「憤怒」的超級模式贏不了惡魔鋼彈，由於舒瓦茲的提示，多門領悟了「明鏡止水」。接著多蒙發動了「真正」的超級模式，打倒了東方不敗與惡魔鋼彈。閃光GUNDAM因累積的傷害而嚴重損壞。多門就在該地換乘至神GUNDAM，前往決賽大會地點：新香港。
決賽大會
開會式中，多門對著將在大嶼山舉行的淘汰賽（バトルロイヤル）中等待的東方不敗下挑戰書。並且，在以頂尖成績脫穎至此的各國GUNDAM鬥士面前，明白說出要在「全勝宣言」下勝出。多門打倒了各國GUNDAM鬥士及新生撲克同盟，最後在與舒瓦茲的死亡對決（デスマッチ）中，以東方不敗傳授的「石破天驚拳」作為終結技，達成全勝。
最終淘汰賽
惡魔鋼彈突然闖入淘汰賽中，而惡魔鋼彈四天王（米凱洛、查普曼、阿莉比）阻擋在前。藉著新生撲克同盟、蕾茵與負傷的舒瓦茲的幫助，多門終於抵達了惡魔鋼彈面前。在舒瓦茲與恭志的犧牲之下，再次打倒了惡魔鋼彈。接著，與因為惡魔鋼彈被破壞而憤怒的東方不敗，進行了最初也是最後的（正式）機動武鬥。戰鬥之中，多門感受東方不敗的悲傷與無私，最後終於超越了師父東方不敗，將其打倒。
與惡魔鋼彈間的了結，以及對蕾茵的思念
因為哥哥、舒瓦茲與師父的死，並且蕾茵為此感到責任而消失，在大會中獲勝的多門，絲毫感受不到優勝的欣喜。此時，惡魔鋼彈事件的主要犯人宇留部少校要將蕾茵作為魔鬼GUNDAM的生體單元（生体ユニット），三加村博士賭上性命將此事告知多門。為了蕾茵對他的心意，也為了至今夥伴們的鼓勵，多蒙乘著風雲再起前往蕾茵的所在地。面對吸收了新日本殖民地魔鬼GUNDAM，在新生撲克同盟與各國的機動戰士的協助下，打倒了宇留部的巨型盟主高達。接著，阻擋在前的最後的敵人惡魔鋼彈正是蕾茵，以被吸收的蕾茵作為對手，多門放棄了……此時阿蓮比鼓勵了多門，並教給他魔法的咒語「我喜歡妳」。多門說出了對蕾茵的感謝，並做出告白。對此回應的蕾茵便從惡魔鋼彈的枷鎖中獲得了解放。蕾茵緊抱多門，兩人發誓相愛。接著兩人以「石破LOVELOVE天驚拳」擊破惡魔鋼彈。成為「GUNDAM中的GUNDAM」（ガンダム・ザ・ガンダム），多門與蕾茵朝向地球，凱旋而歸。

## 家庭組成
- 父親：雷藏·火州 - 惡魔鋼彈的開發者。被處以永久冷凍刑。
- 母親：美紀乃·火州 - 為了掩護恭志逃亡而被軍方槍擊後過世。
- 兄：恭志·火州 - 與父親同為惡魔鋼彈的開發者。之後為了保護惡魔鋼彈不被軍方利用，而將其奪走後逃亡至地球。

## 身邊的人們

### 女主角
- 蕾茵·三加村 - 多蒙的青梅竹馬，也是搭檔。擔任GUNDAM的機體整備等工作。

### 新日本的人們
- 三加村博士 - 蕾茵的父親，也是閃光GUNDAM與神GUNDAM的設計者。本行似乎是醫生。
- 宇留部·石川 - 新日本的少校，支援多蒙他們。
- 唐渡委員長 - 新日本GUNDAM武鬥的負責人。因為多蒙在第13屆GUNDAM武鬥中優勝的功績而成為新日本的首相。

### 勁敵們
- 奇波迪·克洛凱特 - 新美國的GUNDAM鬥士，多蒙的勁敵。後來成為「葵扇皇后」（クイーン・ザ・スペード）之繼承人，新生洗牌同盟的一員。
- 賽采之 - 新中國的GUNDAM鬥士，多蒙的勁敵。後來成為「梅花王牌」（クラブ・エース）之繼承人，新生洗牌同盟的一員。
- 喬治·迪·山德 - 新法國的GUNDAM鬥士，多蒙的勁敵。後來成為「鑽石騎士」（ジャック・イン・ダイヤ）之繼承人，新生洗牌同盟的一員。
- 阿爾戈·高爾斯基 - 新俄羅斯的GUNDAM鬥士，多蒙的勁敵。後來成為「黑色小丑」（ブラック・ジョーカー）之繼承人，新生洗牌同盟的一員。
- 阿蓮比·碧兒絲莉 - 新瑞典的GUNDAM鬥士，多蒙的勁敵。對多蒙有好感。
- 舒瓦茲·布魯德 - 新德國的GUNDAM鬥士。告訴多蒙許多事情，真實身分為恭志的複製人，所以特別照顧多門。

### 師父
- 東方不敗亞洲天王 - 多蒙的拳法師父。創立流派東方不敗。是洗牌同盟的一員，堪稱活傳說的武術家，可以只靠自己肉身外加一條裹腰布就破壞一台MF。

## 武術招式
- 閃光掌（Shining Finger）
- 爆热神威掌（God Finger）
- 神斬颱風（ゴッドスラッシュ・タイフーン）
- 超級霸王電影彈
- 明鏡止水
- 真明鏡止水
- 石破天驚拳
- 洗牌同盟拳
- 石破LOVELOVE天驚拳
- 坐騎：風雲再起

## 其他
- 2007年3月1日發售的PS3遊戲《GUNDAM無雙》中登場（guest）。
- 《SDGUNDAM G世代 Gather Beat 2》等遊戲中，參戰作品中《∀GUNDAM》也登場時，事件中和同樣能使用「閃光掌」（Shinning Finger），搭乘「逆X」的基姆·金卡拉姆以「Finger」絕招對決。
- 《超級機器人大戰系列》中，通常與其他作品的格鬥家處得很好（的龍崎一矢、的洛姆·史托爾、《GEAR戰士電童》的出雲銀河等）。往往設定成和一矢是互相承認實力的勁敵。而銀河則是如他的迷一般的尊敬，讓多蒙有點不知如何是好。另外，對於《宇宙騎士 Tekkaman Blade》的D-Boy則是因為有著相似的境遇，多蒙支持喪失記憶且必須與手足戰鬥的他。在《超級機器人大戰J》中，則是一開始就登場的角色，但是其主線劇情卻是最晚才出現的，連《機動戰士GUNDAM SEED》、《機動神腦》的主線劇情都已結束才出現相關劇情。甚至可以說是最後的故事部分才是多蒙的劇情，最終BOSS是其師父東方不敗。
- 《鋼彈創鬥者》中，多次以友情客串的形象出現以表致敬，第二季《鋼彈創鬥者TRY》則是以酷似其樣貌的形象擔任神木世界的師父，神木世界與他關係良好，對於徒弟採取自我意志的選擇，因此井瀨純也離開門派至再次回歸門派時，多門都欣然接受。